# احمس

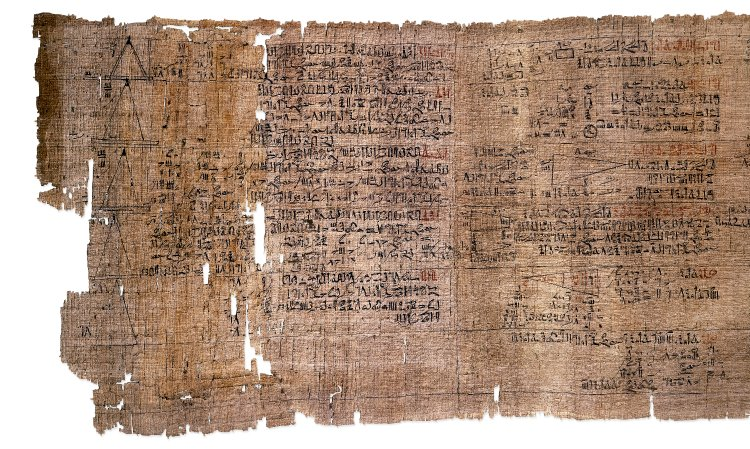
متن ریاضی نوشته شده بر روی پاپیروس توسط احمس

اَحمِس یک نویسندهٔ نسخه‌های خطی در دورهٔ مصر باستان است که در دومین دورهٔ میانی زندگی می‌کرده‌است. این دوران برابر است با هجدهمین سلسله Eighteenth Dynasty یا اولین سلسلهٔ دورهٔ پادشاهی جدید یا New Kingdom. احمس پاپیروس ریاضی ریند را نوشته بود، این نوشته کار ریاضی دانان مصر باستان است که تقریباً به ۱۶۵۰ پیش از میلاد باز می‌گردد. وی جزء معدود ریاضی‌دانان دورهٔ باستان است که نامش به جای مانده‌است.

## یادداشت و منبع
1. ↑  Pickover, Clifford A. (2009), The Math Book: From Pythagoras to the 57th Dimension, 250 Milestones in the History of Mathematics, Sterling Publishing Company, Inc., p. 36, ISBN 978-1-4027-5796-9.
2. ↑  Derbyshire, John (2006), Unknown quantity: a real and imaginary history of algebra, National Academies Press, p. 29, ISBN 978-0-309-09657-7.